# Обикновен сгърбун
Обикновен сгърбун (Lapsana communis) е едногодишно тревисто растение с изправено и разклонено стъбло с височина от 20 до 125 cm. Нарича се още и Подсекливче. Листата му са лировидно изрязани, назъбени. Долните и средните са на дръжка, а горните са ланцетни и приседнали. Кошничките са дребни и събрани в метличесто съцветие. Венчето е жълто и съставено от жълти цветове.
Растението се среща в България – в предпланините и планините. Предпочита сенчести места обрасти с храсталаци, край пътища, изкопи и други.
Видът се използва в народната медицина като отварата от него действа пикочогонно, против пясък и камъни в бъбреците, пикочния мехур и канал.

## Подвидове
Известни са шест подвида на растението:
- Lapsana communis subsp. adenophora (Boiss.) Rech.f. -- разпространено в Югоизточна Европа.
- Lapsana communis subsp. alpina (Boiss. & Balansa) P.D.Sell. -- разпространено на Кримски полуостров.
- Lapsana communis subsp. communis. -- разпространено в Европа без югоизточната и част.
- Lapsana communis subsp. grandiflora (M. Bieb.) P.D.Sell. -- разпространен в Югозападна Азия.
- Lapsana communis subsp. intermedia (M. Bieb.) Hayek. -- разпространено в Югозападна Азия и Югоизточна Европа.
- Lapsana communis subsp. pisidica (Boiss. & Heldr.) Rech.f. -- разпространено в Гърция.